# سرواله (سان مارینو)
سرواله (به ایتالیایی: Serravalle) شهری در کشور سن مارینو است که ۱۰٬۵۳ کیلومتر مربع مساحت دارد و جمعیت آن در سال ۱۹۹۵ میلادی ۸٫۰۸۵ نفر و در سال ۲۰۰۸ میلادی ۹٫۸۴۷ نفر بوده‌است.